# Jenny Berggren

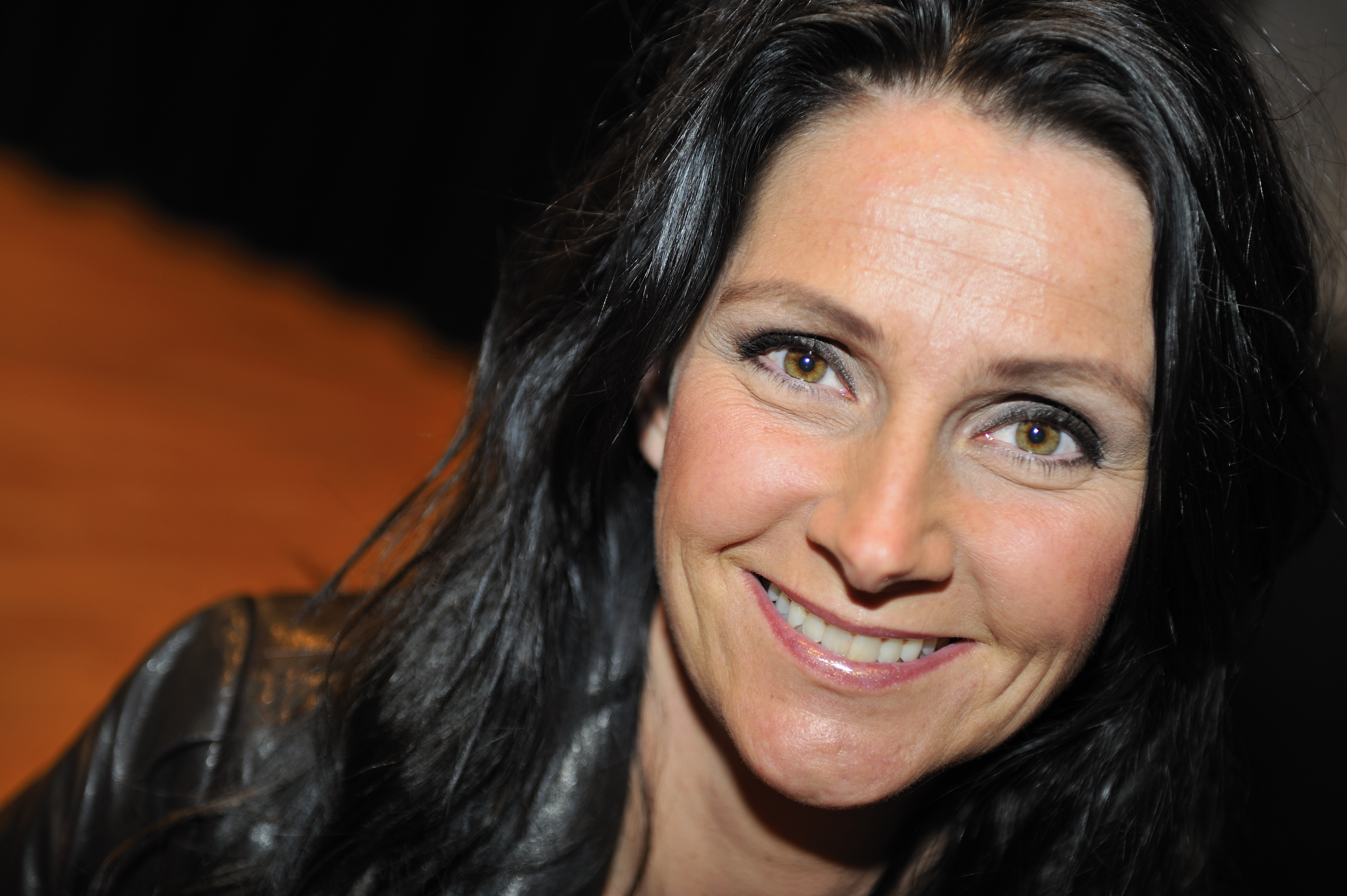
Jenny Berggren (2008)

Jenny Cecilia Berggren (* 19. Mai 1972 in Göteborg), verheiratete Jenny Cecilia Petrén, ist eine schwedische Mezzosopranistin und Sängerin. Sie war Mitglied der Popgruppe Ace of Base.

## Leben
Berggren war das jüngste von drei Kindern des Röntgentechnikers Göran und dessen Frau Britta Berggren. Sie erlernte zusammen mit ihrer Schwester Malin Violine und sang im örtlichen Kirchenchor. Die Berggren-Geschwister bildeten zusammen mit Ulf Ekberg 1990 die schwedische Popgruppe Ace of Base. Berggren studierte zunächst an der örtlichen Universität Musik auf Lehramt, gab diese Pläne jedoch auf, nachdem Ace of Base einen Plattenvertrag von Mega Records bekamen. Berggren hatte innerhalb von Ace of Base neben ihrer Schwester Malin den Status einer Lead-Sängerin. Daneben komponierte sie auch Lieder für die Gruppe. 1994 wurde Berggren während eines Besuchs im Haus ihrer Eltern von einem deutschen Fan mit einem Messer bedroht. Berggrens Eltern konnten die Angreiferin niederringen. Berggren litt lange Jahre an den psychischen Folgen dieser Attacke.
Im Jahre 2009 kündigte Berggren über Twitter ihren Ausstieg aus Ace of Base und den Beginn ihrer Solokarriere an. Im Oktober 2010 gab sie in einem Interview mit der schwedischen Zeitung Aftonbladet an, sie habe die Band nie verlassen wollen. Vielmehr sei sie von den anderen Bandmitgliedern ausgeschlossen worden, was zu Spannungen zwischen dem zuvorigen Trio geführt habe. Im Juli 2016 äußerte Berggren in einem weiteren Interview, dass es trotz gemeinsamer familiärer Zukunftspläne keine Wiedervereinigung von Ace of Base geben werde.
Berggren ist mit dem schwedischen Pianisten Jakob Petrén verheiratet. Das Paar hat zwei Kinder und lebt in Göteborg.

## Diskografie
- My Story, Album 2010
- Here I Am, Single 2010
- Gotta Go, Single 2010
- Let Your Heart Be Mine, Single 2010
- Come, Single 2015
- Push Play, Single 2015

## Weblinks

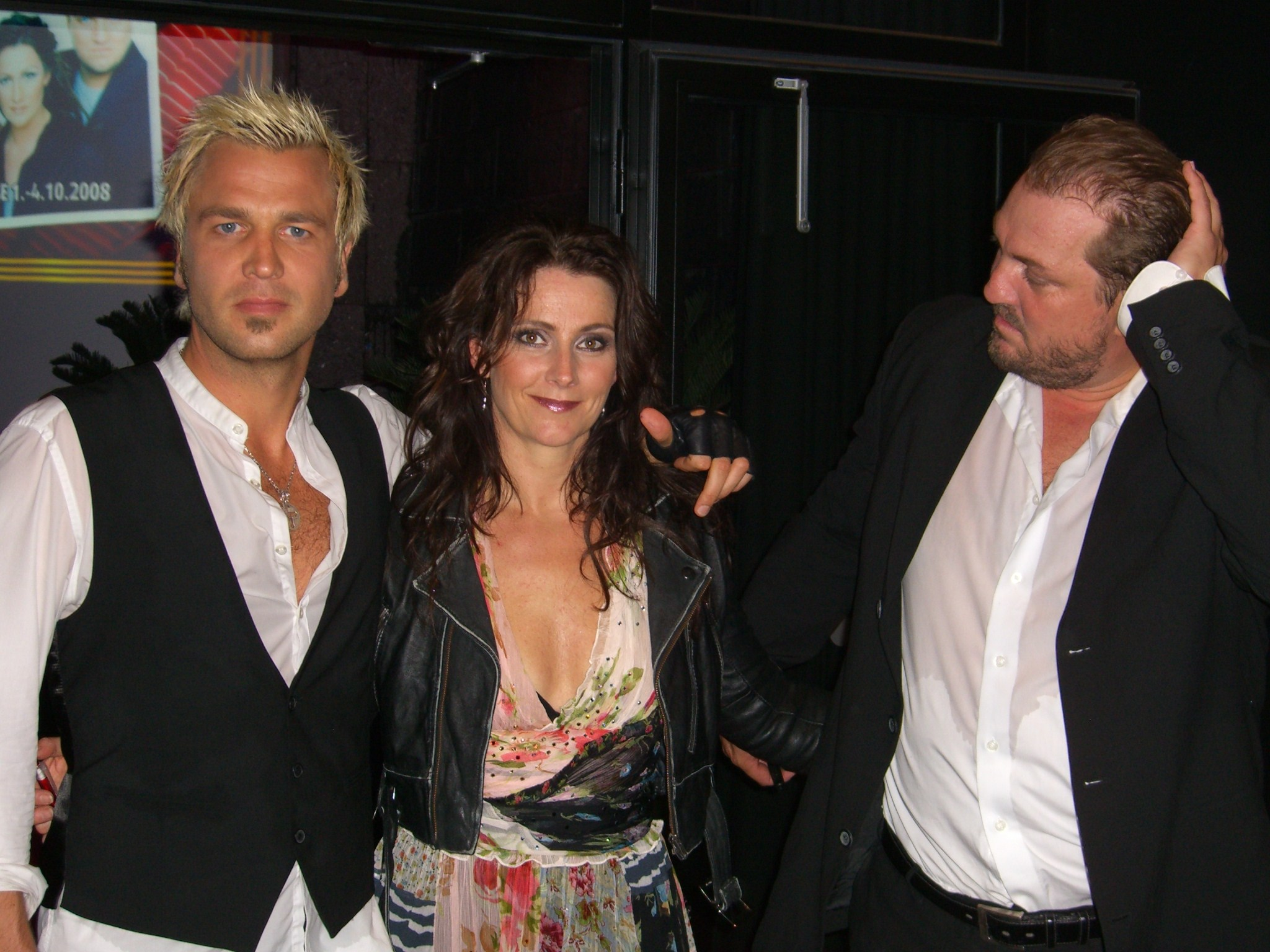
Jenny Berggren mit Ulf Ekberg (links) und ihrem Bruder Jonas Berggren (2008)